# 에르스트펠트
에르스트펠트(독일어: Erstfeld)는 스위스 우리주의 자치체이다.

## 역사

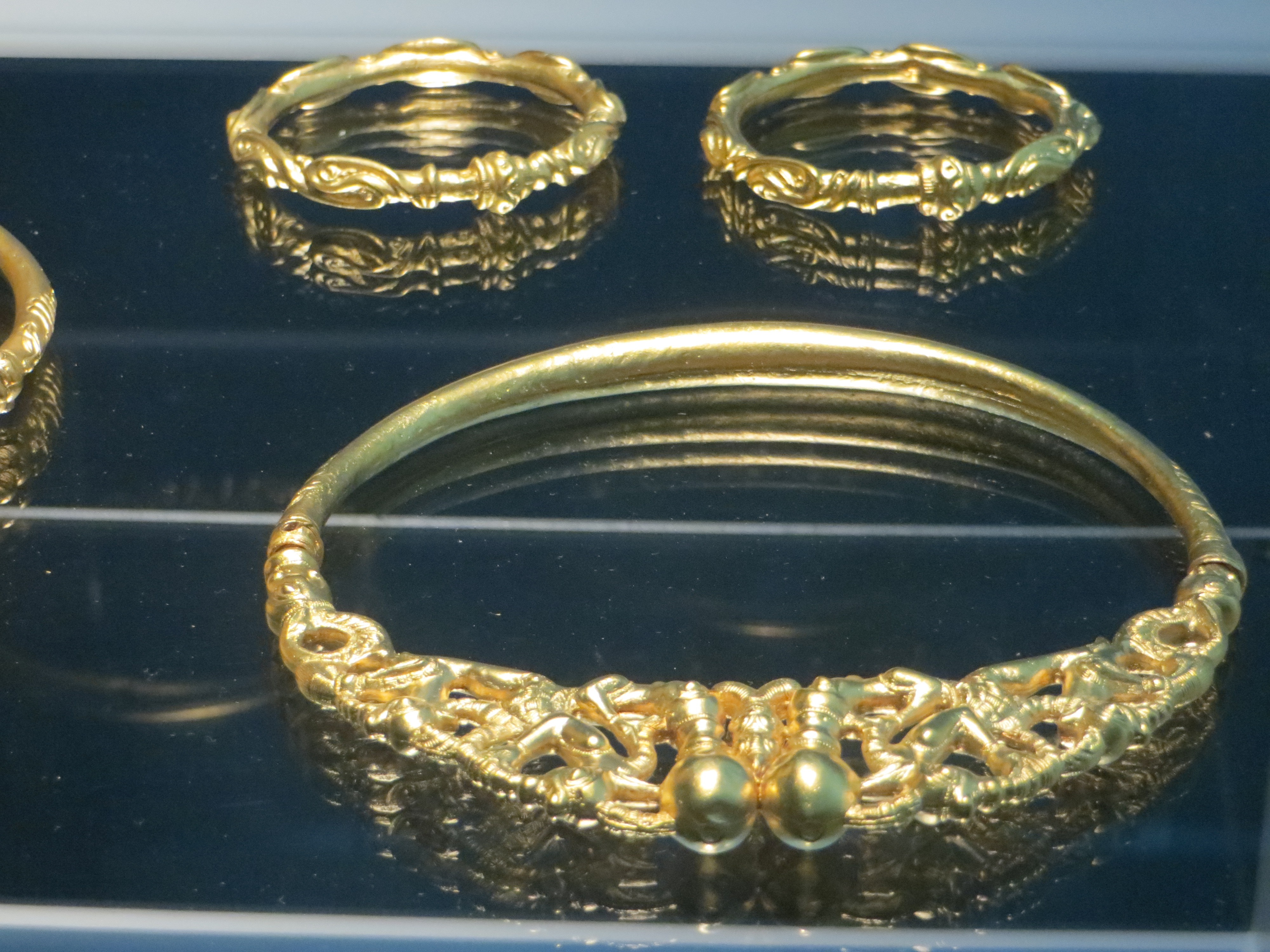
에르스트펠트에서 발견된 토크, 취리히 국립 박물관

에르스트펠트는 1258년 Ourzcvelt로 처음 언급되었다. 1638년에는 Protocampis에 라틴어 이름으로 등재되었다. 1831년에 그것은 Hirschfelden으로 알려졌다.
1962년에 에르스트펠트 근처에서 4개의 골드 토크와 3개의 금팔찌 컬렉션이 발견되었다. 정확한 기원 날짜는 알 수 없지만, 기원전 4세기로 추정된다. 순금에 가까운 고리가 9m 아래의 산사태 잔해에서 발견되었다. 반지는 켈트족의 모티브와 디자인을 보여주며, 높은 기술 수준을 보여준다. 이 장신구들의 목적은 알 수 없지만, 한 가지 설은 그들이 알프스를 안전하게 건너는 것을 축하하기 위해 만든 제물이었다는 것이다.

## 지리
에르스트펠트의 면적은 2006년 기준으로 59.2k㎡이다. 이 면적 중 11.7%는 농업용으로 사용되고, 29.2%는 산림이다. 나머지 토지 중 2.8%는 정착지(건물 또는 도로)이고, 나머지(56.2%)는 불모지(강, 빙하 또는 산)이다.
1993년~1997년 토지조사에서, 총 토지 면적의 19.8%는 숲이 우거졌고, 7.9%는 작은 나무와 관목으로 덮여 있다. 농경지 중 0.2%는 농경지나 목초지로, 5.3%는 과수원이나 포도밭으로, 6.3%는 고산 목초지로 이용된다. 정착 지역 중 1.2%는 건물, 0.3%는 산업, 0.1%는 공원 및 녹지로, 1.2%는 교통 기반 시설로 구성되어 있다. 비생산적인 지역 중 0.1%는 비생산적인 고인물(연못 또는 호수), 0.9%는 비생산적인 흐르는 물(강), 41.8%는 초목이 자라기에 너무 바위가 많고, 13.3%는 기타 불모지이다.
시정촌은 에르스트펠트의 선형 마을과 계곡 바닥과 산비탈을 따라 흩어져있는 농가로 구성된다.
에르스트펠트는 고트하르트 철도의 북쪽 경사로 기슭에 있으며 철도 노선에 필요한 모든 철도 차량을 수용한다.

## 인구
| 연도 | 인구  | ±%      |
| ---- | ----- | ------- |
| 1743 | 614   | —       |
| 1799 | 700   | +14.0%  |
| 1850 | 916   | +30.9%  |
| 1880 | 1,184 | +29.3%  |
| 1900 | 2,416 | +104.1% |
| 1910 | 3,149 | +30.3%  |
| 1950 | 3,747 | +19.0%  |
| 1970 | 4,516 | +20.5%  |
| 2000 | 3,933 | −12.9%  |
| 2005 | 3,778 | −3.9%   |
| 2007 | 3,715 | −1.7%   |

에르스트펠트의 인구(2020년 12월 31일 기준)는 3,861명이다. 2007년 기준으로 전체 인구의 13.3%가 외국인이다. 지난 10년 동안 인구는 -10.8%의 비율로 감소했다. 2000년을 기준으로 인구 대부분은 독일어(88.7%)를 사용하며 세르비아-크로아티아어가 2위(3.7%), 이탈리아어가 3위(2.4%)이다. 2007년 기준으로 인구의 성별 분포는 남성 50.6%, 여성 49.4%였다.
에르스트펠트에서는 인구의 약 60.8%(25-64세)가 비필수 고등교육 또는 추가 고등교육(대학 또는 응용학문대학)을 완료했다.
에르스트펠트의 실업률은 1.94%이다. 2005년 현재 1차 경제 부문에 119명이 고용되어 있으며, 이 부문에 약 47개 기업이 참여하고 있다. 약 643명이 2차 부문에 고용되어 있으며, 이 부문에는 38개의 기업이 있다. 약 870명이 3차 부문에 고용되어 있으며, 이 부문에는 86개의 기업이 있다.

## 교통
에르스트펠트는 지자체와 고트하르트 철도에 위치한 에르스트펠트역으로 연결된다.
철도 관광 및 명소 외에도 에르스트펠트는 다양한 야외 활동의 시작점으로 알려져 있다. 수많은 하이킹 코스 외에도 에르스트펠트는 쉬운 등반 수준에서, 어려운 등반 수준까지 모든 것을 제공하는 마을 바로 근처에서 수많은 등반 기회를 제공한다. 또한 이곳은 Spannort 빙하와 Hüfi 빙하와 접해 있는 Maderanertal의 고지대 여행을 위한 출발점이기도 하다.
바이커들은 또한 에르스트펠트의 다양한 자전거 도로를 탈 수 있는 옵션이 있으며, 그 중 일부는 스위스 모바일에도 등록되어 있으므로 표지판이 잘 되어 있다.